# Eparchie svatého Tomáše apoštola v Chicagu
Eparchie svatého Tomáše apoštola v Chicagu je eparchií syrsko-malabarské katolické církve která se nachází v USA.

## Stručná historie
Eparchie byla založena dne 13. března 2001 papežem Janem Pavlem II. pro věřící syrsko-malabarského ritu v USA. Jejím prvním eparchou byl Mons. Jacob Angadiath. Jejím hlavním chrámem je Katedrála Mar Thoma Shleeha. K roku 2010 měla eparchie 86 000 věřících, 37 eparchiálních kněží, 10 řeholních kněží, 10 řeholníků, 14 řeholnic a 18 farností. Je podřízena vyššímu arcibiskupovi.

## Seznam eparchů
- Jacob Angadiath (2001–2022)
- Joy Alappat (od 2022)